# Prałatura terytorialna Marawi
Prałatura terytorialna Marawi – diecezja rzymskokatolicka na Filipinach. Powstała w 1976 jako prałatura terytorialna. 

## Lista biskupów
- Bienvenido Solon Tudtud (1976–1987)
- Edwin A. de la Peña (od 2000)